# L.F. Wade International Airport

i7
i11
i13
Der L.F. Wade International Airport (früher Bermuda International Airport, davor bis 1970 Kindley Field, IATA-Code: BDA, ICAO-Code: TXKF) ist der einzige Flughafen auf Bermuda, einem Überseegebiet des Vereinigten Königreichs im Atlantischen Ozean. Er liegt auf Saint David’s Island, einer Insel 11 Kilometer nordöstlich der Hauptstadt von Bermuda, Hamilton.
Der größte Flugzeugtyp, der den Flughafen regulär im Liniendienst anfliegt, ist die Boeing 777-200 der British Airways.

## Geschichte
Das Flugfeld begann als Kindley Field, eine kleine US Army Air Forces (USAAF)/Royal Air Force (RAF) Base im Zweiten Weltkrieg. Die Royal Air Force wurde am Ende des Krieges zurückgezogen. Der örtliche RAF-Kommandant aber blieb dort und richtete ein ziviles Terminal ein, geführt von der lokalen Regierung. Als der alte Flughafen, eine Flugbootanlage auf Darrell’s Island, 1948 geschlossen wurde, wurden Bermudas Fluglinien von dort aus bedient. Der Flughafen wurde zu diesem Zeitpunkt von der United States Air Force als Kindley Air Force Base geführt. Im Jahr 1970 wurde er an die United States Navy übergeben, die ihn als US Naval Air Station, Bermuda führte. Im Jahre 1995 übergab die US Navy schließlich den Flughafen in die Hände der lokalen Regierung, nachdem der Pachtvertrag mit der Laufzeit von 99 Jahren ausgelaufen war. Die Behörde für Transport und Tourismus betreibt ihn seitdem.
Die US Navy musste die internationalen zivilen Luftfahrt-Standards, trotz der Mitnutzung durch zivile Fluggesellschaften, nicht einhalten. Nach der Übernahme mussten die Behörden von Bermuda ungeachtet der Kosten auf diese Standards umrüsten. Dies beinhaltete Änderungen bei der Beleuchtung der Lande- und Startbahnen sowie einige andere Änderungen.
Am 16. April 2007 wurde der Flughafen formell in „L.F. Wade International Airport“ umbenannt, zu Ehren von L. Frederick Wade, einem früheren Leiter der Regierungspartei, der Progressive Labour Party. Dies wurde von der oppositionellen United Bermuda Party als politisch unangemessen kritisiert.
Weil der alte Terminal nicht mehr den Anforderungen genügte, wurde er durch einen nördlich davon errichteten Neubau ersetzt. Das neue Abfertigungsgebäude mit einer Fläche von 26.770 Quadratmetern, das im Gegensatz zum vorherigen Bau auch über Fluggastbrücken verfügt, kostete etwa 400 Mio. Bermuda-Dollar und wurde im Dezember 2020 offiziell eröffnet.

## Flughafenanlage

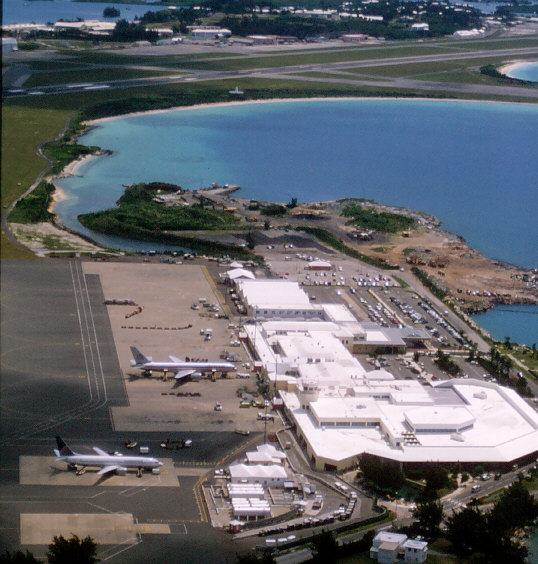
Luftbild vom Terminal

Der Flughafen hat ein Passagierterminal, ein Frachtterminal und kann Flugzeuge aller Größen bis einschließlich Airbus A380 aufnehmen. Allerdings dürfen Flugzeuge des Typs Airbus A380 derzeit (Stand Mai 2021) wegen der aktuellen Umbaumaßnahmen nur im Notfall den Flughafen benutzen. Der dem Passagierterminal nächstgelegene Apron (Vorfeld) bietet Stellplätze für acht Flugzeuge. Der ehemalige NATO-Hangar, der Anfang der 1990er Jahre gebaut wurde, wird nun für den wachsenden Geschäftsflugverkehr benutzt. Wegen der beträchtlichen Entfernung Bermudas zum Festland können, auch im Bereich der allgemeinen Luftfahrt, nur Jets und Turboprops mit großer Reichweite vom Flughafen operieren.
Die Flugsicherung wird von der BAS-Serco durchgeführt. Der Tower steht im Norden des Flughafens und ist fast rund um die Uhr besetzt. Der Flugverkehr im umgebenden Luftraum wird vom Air Route Traffic Control Center in New York (ZNY) geleitet. Dazu bedarf es einer Vereinbarung zwischen der Federal Aviation Administration (USA) und dem Vereinigten Königreich. Der Flughafentower und das ZNY stehen daher im beständigen Kontakt.
Ein modernes Doppler-Wetterradar mit einer Reichweite von 150 Meilen wurde 2005 gebaut. Navigationshilfen am Flughafen, wie zum Beispiel das Instrumentenlandesystem (ILS), gehören der den Flughafen leitenden Behörde, werden aber von der BAS-Serco betrieben.

## Fluggesellschaften und Ziele

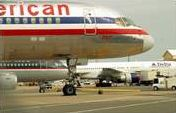
Vorfeld

Der Flughafen wird hauptsächlich von den großen US-amerikanischen Fluggesellschaften genutzt, die zu ihren jeweiligen Drehkreuzen fliegen. Außerdem gibt es Flüge nach Kanada und Großbritannien (London).
Momentan (Januar 2020) fliegen sieben Fluggesellschaften den Flughafen an, mit Zielen in Kanada, dem Vereinigten Königreich und den Vereinigten Staaten.

## Verkehrszahlen
Im Jahr 2019 wurden am L.F. Wade International Airport rund 890.000 Passagiere abgefertigt. Gegenüber dem Höchststand im Jahr 2007, in dem annähernd eine Million Passagiere den Flughafen benutzten, ist dies ein Rückgang um etwa 10 %.
| Jahr | Fluggastaufkommen | Luftfracht (Tonnen) (mit Luftpost) | Flugbewegungen |
| ---- | ----------------- | ---------------------------------- | -------------- |
| 2019 | 889.396           | 3.363                              | 12.922         |
| 2018 | 908.259           | 3.561                              | 13.227         |
| 2017 | 875.466           | 4.064                              | 13.518         |
| 2016 | 818.459           | 3.799                              | 12.174         |
| 2015 | 756.367           | 3.724                              | 12.510         |
| 2014 | 762.738           | 3.699                              | 12.551         |
| 2013 | 779.418           | 4.077                              | 12.664         |
| 2012 | 775.478           | 4.224                              | 12.827         |
| 2011 | 806.759           | 4.643                              | 13.252         |
| 2010 | 815.018           | 5.101                              | 13.451         |
| 2009 | 832.270           | 5.781                              | 12.191         |
| 2008 | 892.893           | 5.828                              | 15.347         |
| 2007 | 988.544           | 5.689                              | 16.531         |
| 2006 | 927.248           | 6.394                              | 15.631         |
| 2005 | 869.101           | 6.424                              | 14.908         |

## Zwischenfälle
- Am 21. April 1945 stürzte eine Douglas DC-4/C-54A-5-DO der US-amerikanischen American Export Airlines, betrieben für die United States Army Air Forces (USAAF) (Luftfahrzeugkennzeichen 41-107452), nach einem Triebwerksausfall ab. Der Unfall auf dem Frachtflug ereignete sich nahe dem Bermuda-Kindley Field. Über Personenschäden ist nichts bekannt.[14]

- Am 5. September 1947 streifte eine Avro Lancastrian der British South American Airways (BSAA) (G-AGWK) während des Landeanflugs auf den Bermuda International Airport einen Funkmast und wurde irreparabel beschädigt. Alle 20 Menschen an Bord überlebten.[15]

- Am 13. November 1947 kehrte eine Avro Lancastrian der British South American Airways (G-AGWG) auf dem Flug vom Bermuda International Airport1) zum Flughafen Santa Maria (Azoren) wegen eines Triebwerksausfalls um. Bei der Notlandung setzte die Maschine vor der Landebahn auf und wurde zerstört. Alle 16 Insassen überlebten.[16][17]

- Am 6. Dezember 1952 stürzte eine Douglas DC-4 der Cubana (CU-T397) wenige Kilometer nach dem Start von Bermuda-Kindley Field ins Meer, wobei 37 der 41 Flugzeuginsassen getötet wurden. Lediglich drei Passagiere sowie ein Besatzungsmitglied überlebten den Unfall. Das Flugzeug befand sich auf dem Weg von Madrid nach Havanna, wobei auf Bermuda ein Zwischenstopp zur Betankung eingelegt wurde.[18]

- Am 29. Juni 1964 kollidierte eine Douglas DC-4/HC-54D der United States Air Force (USAF) (42-72590) 6,5 Kilometer südlich des Kindley Field mit einer Boeing HC-97 Stratofreighter der USAF. Beide Maschinen befanden sich auf einem gemeinsamen Fotoflug, als die HC-54 eine Tragfläche und das Heck der C-97 durchschnitt. Beide stürzten ab, es gab unter den insgesamt 17 Insassen keine Überlebenden. An Bord der DC-4 wurden alle 7 Besatzungsmitglieder getötet, in der C-97 alle 10.[19]

## Raketenstartplatz
Während der Flugplatz unter US-amerikanischer Aufsicht stand, wurde er mehrere Male für Starts von Höhenforschungsraketen verwendet. Zwischen 1962 und 1971 fanden sechs Startserien statt:
- 21. Januar 1962: Zwei Starts einer Arcas für die NASA auf 60 km Höhe
- 30. April 1963: Zwei Starts einer Deacon Judi der NASA, die beiden einzigen Starts dieses Typs. Es wurde eine Höhe von 90 km erreicht.
- 18. August 1964: Zwei weitere Arcas-Starts für die NASA auf 60 km Höhe
- 10./11. Februar 1966: Zehn Arcas-Starts für Wettermessungen des Meteorological Rocket Network auf 60 km Höhe
- 1. Oktober 1970: Start einer Rocketsonde auf 56 km Höhe für eine Wettermessung des Meteorological Rocket Network
- 20./21. Juni 1971: Zwei Starts einer Arcas auf 55 km Höhe und zwei Starts einer Viper Dart auf 85 km Höhe. Auftraggeber war das Ames Research Center der NASA.

Der Flughafen war außerdem ein Notlandeplatz des Space Shuttle für den Fall eines Startabbruchs. Er konnte bei Starts mit kleiner bis mittlerer Bahnneigung benutzt werden.